# Manuel Joaquim de Melo Corte Real
Manuel Joaquim de Melo Corte Real (Rio de Janeiro, início do século XIX - Rio de Janeiro, 5 de setembro de 1848) foi um pintor, desenhista e professor brasileiro da primeira metade do século XIX.

## Biografia
Pertenceu à primeira turma da Academia Imperial de Belas Artes, no ano de 1829, e portanto um dos primeiros alunos de Debret. Especializou-se em pintura histórica, demonstrando ter sofrido influência do mestre.

### Professor da Academia
Em 1837, mediante concurso, foi nomeado professor substituto da cadeira de Desenho da Academia. Dois anos após, com o falecimento do professor Simplício Rodrigues de Sá, ganhou a condição de titular que exerceu até o ano de sua morte. Sucedeu-lhe na cátedra Joaquim Inácio da Costa Miranda Júnior, reputado professor de Rodolfo Amoedo no Liceu de Artes e Ofícios do Rio de Janeiro.

### Expositor
Corte Real apresentou seus trabalhos em várias das exposições anuais organizadas pela direção da Academia Imperial. Recebeu na mostra de 1841, a Medalha de Ouro. Em 1843 apresentou o quadro Nóbrega e seus companheiros, talvez a sua melhor obra, que foi reapresentada várias vezes nos salões de anos subsequentes, inclusive após a morte do autor. Essa tela hoje faz parte do acervo do Museu Nacional de Belas Artes.